# 열녀 평산신씨 정려
열녀 평산신씨 정려는 충청남도 아산시 영인면에 있다. 2006년 3월 7일 아산시의 향토문화유산 제1호로 지정되었다.

## 개요
길가의 민가 옆에 퇴락된 형태로 남아있는 정려는 방형의 대지 위에 막돌 주초석을 놓고 그 위에 원주를 세우고 초익공식으로 가구하였다. 정면과 측면 1칸 규모로 전면을 제외하고나머지 하방 이하는 시멘트벽으로 구축하였고, 그 위에 철제 홍살을 시설하였다. 창방과 도리 사이에는 소로를 놓아 받쳤으며, 처마는 겹처마이고, 지붕은 익공식의 팔작지붕이다.정려의 안에는 중앙으로 명정 현판이 걸려 있으며, 그 아래로 명정 비가 세워져 있는데, 현판에는 아무런 장식이 없으며, 비는 방형의 대좌 위에 규형의 비신을 세웠다. 명정현판과 비의 내용에는 차이가 없는데, 현판에는「烈女平山申氏之閭 當?辛亥命旌」(150×25㎝)이라 각서 하였고, 비의 전면에는 「烈女申氏旌閭碑」(31.5×75×12.5㎝)라 각서하였다. 뒷면에는 수백년간의 풍해로 인해 글자가 많이 훼손되었으며 육안으로 글자 식별이 어려운 상황이나 현재까지는 식별할 수 있는 내용으로는 「憲宗戊申○旌閭○○八月建」이라 쓰여 있어 명정 연도와 건립연대를 각서 한 것으로 판단된다.